# Kruisem
Kruisem, est le nom d'une nouvelle commune de Flandre-Orientale depuis le 1er janvier 2019 résultant de la fusion de Kruishoutem et Zingem,,. La nouvelle commune a environ 15 500 habitants, qui, ont élu le 14 octobre 2018 leur premier conseil communal.

## Sections de la commune
| # | Section       | Superf. (km²) | Habitants (2020) | Habitants par km² | Code INS Depuis 2019 | Code INS Avant 2019 |
| - | ------------- | ------------- | ---------------- | ----------------- | -------------------- | ------------------- |
| 1 | Kruishoutem   | 27,25         | 5.373            | 197               | 45068A               | 45017A              |
| 2 | Zingem        | 8,17          | 4.207            | 515               | 45068A               | 45057A              |
| 3 | Lozer         | 7,19          | 1.304            | 181               | 45068B               | 45017B              |
| 4 | Ouwegem       | 6,17          | 1.623            | 263               | 45068B               | 45057B              |
| 5 | Wannegem-Lede | 5,86          | 698              | 119               | 45068C               | 45017C              |
| 6 | Huysse        | 9,98          | 1.760            | 176               | 45068C               | 45057C              |
| 7 | Nokere        | 6,97          | 776              | 111               | 45068D               | 45017D              |

## Histoire
Dès la fin de 2016, les communes de Kruishoutem et Zingem ont annoncé une fusion volontaire. Une consultation pour avoir des propositions pour un nouveau nom, a donné 235 suggestions. Le 29 mai 2017, un jury a restreint le choix à 5 propositions. Le choix final a été décidé par une enquête en ligne,.

### Origine du nom
L'auteur Marc de Bel, originaire de Kruishoutem, utilise ce nom depuis des années dans ses livres. C’est en son honneur que  la commune a été nommée. Il utilise également l'ancienne orthographe de Cruysem dans ces romans.

## Héraldique
Comme dit plus haut, cette commune est une nouvelle commune dont les armoiries ne semblent pas avoir encore été choisies.  Sont donc reprises ci-dessous les armoiries des deux commune fusionnées, Kruishoutem et Zingem.
|  | La commune possédait des armoiries qui lui avaient été octroyées le 31 juillet 1935 et sans les supports le 3 février 1950 et à nouveau le 21 juillet 1978. Elles sont basées sur le sceau du conseil municipal de 1626. Les armoiries sont une combinaison des éléments suivants : le premier quartier montre le lion de Flandre, le deuxième les armoiries de la famille Montmorency, le troisième les armoiries de la famille Sainte-Aldegonde de Noircarmes et le quatrième les armoiriees de la famille Lalaing et enfin un écusson avec les armoiries de la famille Jauche. Ces armoiries compliquées étaient les armoiries de Philippe de Jauche, seigneur de Kruishoutem au début duXVIIe siècle. Il était le petit-fils de Josien de Flandre et de Jeanne de Montmorency-Croisilles et le fils d'Anna de Sainte-Aldegonde de Noircarmes, ce qui explique les armoiries. Blasonnement : De gueules à deux flèches d’or passées en sautoir, les pointes en bas, armées et empennées d’argent. Source du blasonnement : Heraldy of the World. |

|  | La commune possédait des armoiries qui lui avaient été octroyées le 3 décembre 1817, confirmées le 13 avril 1838 et à nouveau le 1er avril 1985. Elles sont identiques à celles de Van Hoobrouck, seigneurs de Zingem et Asper de 1669 à 1789. Elles figurent également sur le sceau du conseil municipal datant du XVIIIe siècle. Sur le sceau, les armoiries sont représentées avec une couronne baronale, comme la famille Van Hoobrouck à l'époque étaient des barons d'Asper. La couronne a été enlevée lorsque la municipalité a reçu des armoiries en 1817. Les armoiries furent confirmées en 1838 après l’indépendance de la Belgique et accordées après la fusion avec les deux autres municipalités de Huise et Ouwegem. Blasonnement : Ecartelé: 1. et 4. D'argent à une aigle de sinople, becquée, languée, membrée et onglée de gueules. 2. et 3. D'azur au sautoir d'or, accompagné de quatre besants du même. Source du blasonnement : Heraldy of the World. |

## Démographie

### Évolution démographique
Graphe de l'évolution de la population de la commune. Les données ci-après intègrent les anciennes communes dans les données avant les fusions en 1977 et 2019.
- Source : DGS - Remarque: 1831 jusqu'à 1981=recensement; depuis 1990=nombre d'habitants chaque 1er janvier[11]